# یلقون‌اغاج
یلقون آغاج روستایی از توابع بخش مرکزی شهرستان تکاب در استان آذربایجان غربی ایران است. روستای تاریخی یلقون آغاج در فاصله ۷ کیلومتری شهرستان تکاب قراردارد.
روستای یلقون آغاج یکی از بهترین و خوش آب و هواترین روستاهای تکاب است این مکان دارای باغ‌های زیبا و مناطق تفریحی و تاریخی است. این مکان دارای تابستان‌های معتدل و زمستان‌های سرد است.

یولقون آغاج از مقاصد مهم و جاذبه های گردشگری استان آذربایجان غربی است و آثار تاریخی زیادی از دوران حکومت قاجار و صفوی را در خود جای می‌دهد. این آثار تاریخی شامل قلعه روستایی، حمام سنتی، مسجد و خانه اربابی می‌شود. متاسفانه مسجد این روستا که قدمت آن به ۱۵۰ سال پیش می‌رسید، بر اثر آتش‌سوزی از بین رفته و در محل آن، مسجدی جدید و باعظمت را جایگزین کرده‌اند.
یولقون نام درختی است با برگهای سوزنی شکل و بسیار زیبا که در اطراف و اکناف این قصبه رشد داشته،ولی اکنون تعداد این درختچه ها بسیارکم است.زمانی این روستا یک نوع درخت رشد و نمو داشته است،البته قبل ازقاجاریها وبه همین سبب اسم این روستا« تک آغاج» یعنی دارای یک نوع درخت بوده است،اوایل قاجار و باورود سلیمانخان افشار به این منطقه وانتخاب اینجا به عنوان سکونتگاه خود در دوره محمدشاه قاجار این روستا صاحب آوازه ونام ونشان گردید وباغهای معروف« چهارباغ» و« رجال» و« درزی بولاقی» یادگارهمان دورانهاست.یولقون به ترکی یعنی راه راه وخالدار.درخت یولقون نیز با داشتن رگه های سفید روی این درختچه، شطرنجی و راه راه است.این مکان قدمتی طولانی دارد ولی از زمان صفویان رونق گرفته ودر زمان قاجار به اوج شکوفایی رسیده است.(aydin afşaroğli)

## زبان و گویش
اهالی این روستا به زبان ترکی آذربایجانی صحبت می‌کنند.

## جمعیت
این روستا در دهستان افشار قرار دارد و براساس سرشماری مرکز آمار ایران در سال ۱۳۹۵، جمعیت آن ۶۶۱ نفر بوده‌است.